# Ньюмэн, Малик
Малик Тиддериус Ньюмэн (англ. Malik Tidderious Newman; род. 21 февраля 1997, Шривпорт, штат Луизиана, США) — американский профессиональный баскетболист, играющий на позиции атакующего защитника.

## Карьера
Не став выбранным на драфте НБА 2018 года Ньюмэн подписал двухсторонний контракт с «Лос-Анджелес Лейкерс». После завершения Летней лиги НБА «Лейкерс» расторгли контракт.
Сезон 2020/2021 Ньюмэн начинал в «Бурсаспоре», а в январе 2021 года перешёл в «Ирони» (Нагария).
В сезоне 2021/2022 Ньюмэн провёл 34 матча за «Кантон Чардж» в G-Лиге, показывая среднюю статистику в 18,7 очка, 3,7 передачи и 3,9 подбора.
30 декабря 2022 года Ньюмэн в составе «Кливленд Кавальерс» принял участие в игре регулярного сезона НБА против «Вашингтон Уизардс», отметившись 8 очками, 1 передачей и 1 подбором.

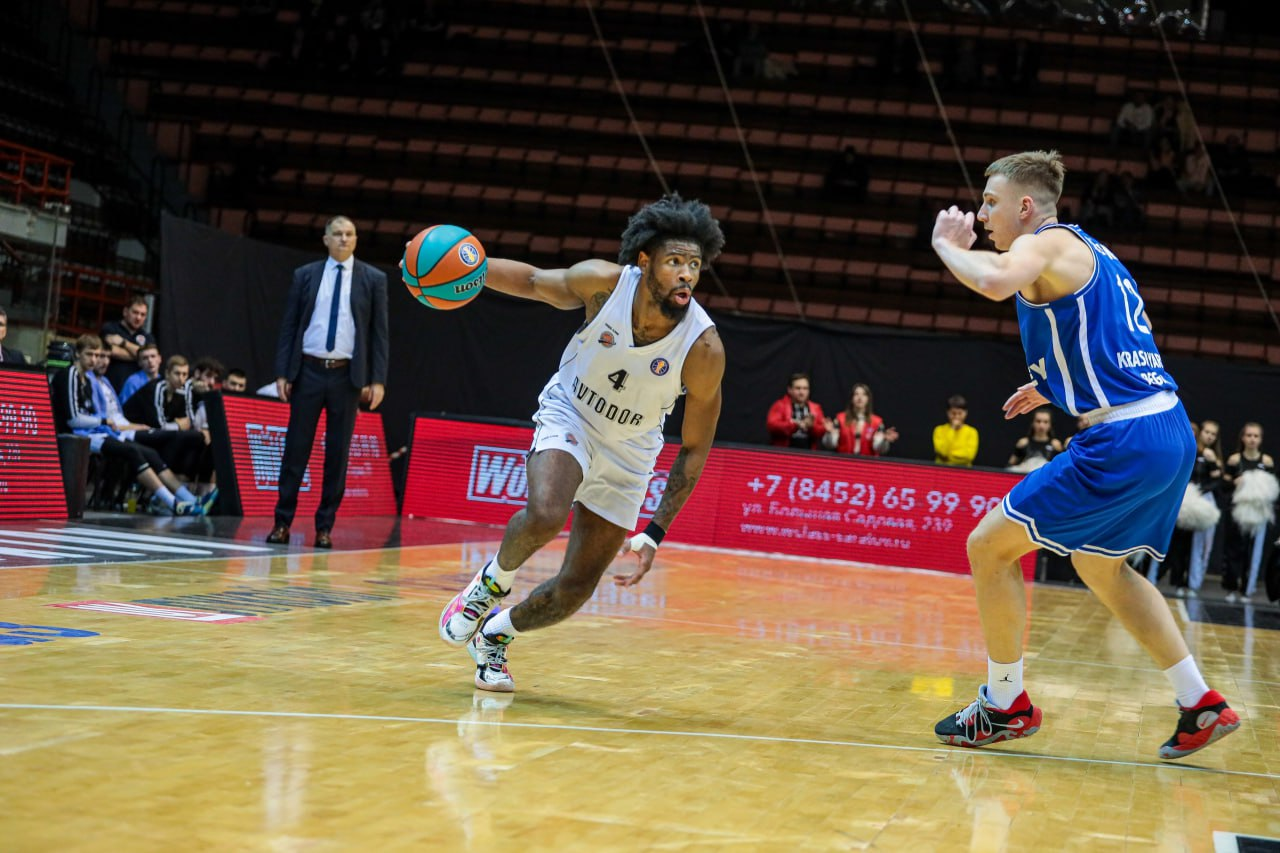
Малик Ньюмэн в составе «Автодора»

В ноябре 2022 года Ньюмэн подписал контракт с «Автодором».
19 февраля 2023 года Ньюмэн принял участие в «Матче всех звёзд» Единой лиги ВТБ в составе команды New School. В этой игре Малик провёл на площадке 20 минут 28 секунд и набрал 7 очков, 6 передач и 1 подбор.
В феврале 2023 года Ньюмэн был признан «Самым ценным игроком» Единой лиги ВТБ. Средние показатели Малика по итогам месяца составили 21,3 очка, 4,3 передачи и 3,3 подбора при 21,3 балла за эффективность действий.
По итогам регулярного сезона Единой лиги ВТБ Ньюмэн стал обладателем приза «Лучшему снайперу».
В декабре 2023 года Ньюмэн вернулся в «Автодор».

## Сборная США
В августе 2014 года Ньюмэн стал победителем чемпионата мира (до 17 лет), а также был признан «Самым ценным игроком» и вошёл в символическую пятёрку турнира. В 7 матчах Малик набирал в среднем 14,9 очка, 3,0 передачи и 4,9 подбора.

## Достижения
- Победитель чемпионата мира (до 17 лет): 2014